# 布里茨运河

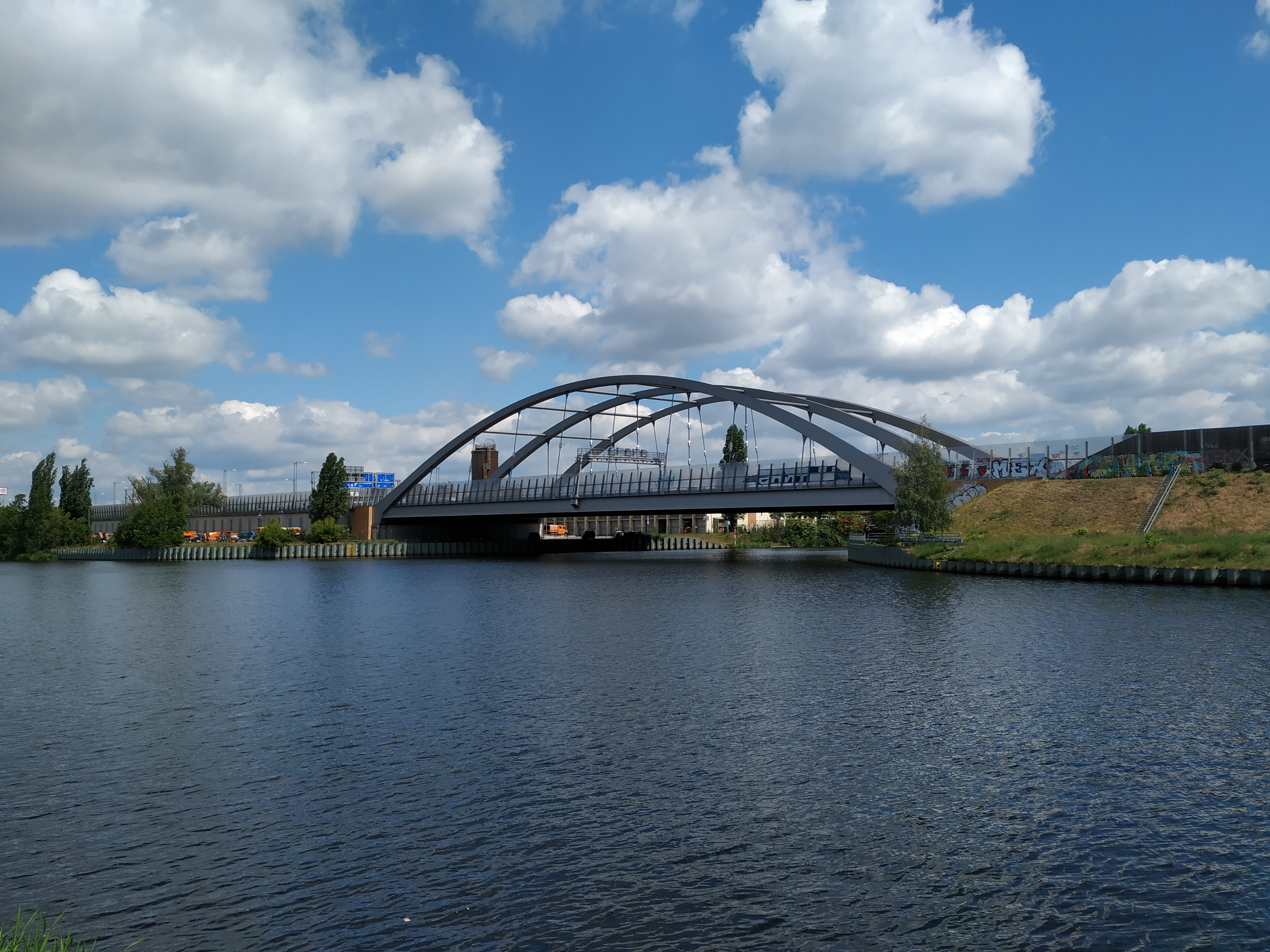
布里茨运河

布里茨运河（德語：Britzer Verbindungskanal）是位于德国柏林的的一条运河，长3.4公里，建于1900-1906年间。布里茨运河联通了新克尔恩运河和泰尔托运河。